# Chrysobothris barri
Chrysobothris barri är en skalbaggsart som beskrevs av Wescott 1971. Chrysobothris barri ingår i släktet Chrysobothris och familjen praktbaggar. Inga underarter finns listade i Catalogue of Life.